# أوطيل بني بشير (بني بشير)
أوطيل بني بشير هي إحدى مشيخات المملكة المغربية، تتبع جغرافيا لإقليم الحسيمة وإداريًا لبني بشير. يقدر عدد سكانها بـ 2978 نسمة حسب الإحصاء الرسمي للسكان والسكنى لسنة 2004.